# Rhaphium subarmatum
Rhaphium subarmatum är en tvåvingeart som beskrevs av Charles Howard Curran 1924. Rhaphium subarmatum ingår i släktet Rhaphium och familjen styltflugor. Inga underarter finns listade i Catalogue of Life.